# إيديث كارولاين ريفيت
إيديث كارولاين ريفيت (6 مايو 1894 - 2 يوليو 1958) كاتبة جريمة بريطانية، كتبت تحت أسماء مستعارة إي سي آر لوراك، وكارول كارناك، وماري لو بورن خلال العصر الذهبي للخيال البوليسي.

## الحياة والمهنة

### الطفولة
الابنة الصغرى لهاري (1861–1900) وبياتريس ريفيت (née فوت؛ 1868–1943)، ولدت إيديث في هندون، ميدلسكس (لندن الآن) في 6 مايو 1894. كان لديها شقيقتان، غلاديس ومود. في عام 1898 هاجرت العائلة إلى أستراليا بسبب الطقس الدافئ لعلاج مرض السل الذي يعاني منه هاري ريفيت. لم ينجح هذا، وفي عام 1900 عادت العائلة مسافرة على متن سفينة SS Illawarra. توفي هاري ريفيت أثناء الرحلة ودُفن في البحر.
عندما وصلت العائلة إلى لندن، كانوا مفلسين حرفيًا ولكن تم استقبالهم في منزل والد بياتريس ريفيت، إدوارد فوت، والأرملة، التي وجدت عملاً كمساعد لتحصيل الرسوم، وإن كانت مزدحمة. التحقت إيديث بمدرسة ساوث هامبستيد الثانوية والمدرسة المركزية للفنون والحرف في لندن واستمرت في ممارسة الحرف اليدوية طوال حياتها. تضمنت أعمالها التطريز والخط العربي الذي عرض في كنيسة وستمنستر.

### المهنة الأدبية
نشرت روايتها البوليسية الأولى عام 1931؛ كان هذا هو فيلم The Murder on the Burrows، وهو أول ظهور متقن الصنع أطلق المحقق ماكدونالد في مسيرة مهنية استمرت لأكثر من ربع قرن. نشرت سامبسون لو تسع روايات لوراك، وحصلت على مراجعات إيجابية بشكل متزايد، قبل أن تنتقل إلى بصمة نادي كولينز للجريمة الأكثر شهرة في عام 1936، مع جريمة مكافحة الجريمة، والتي تدور أحداثها خلال الانتخابات العامة. ظلت نصيرًا لنادي الجريمة لبقية حياتها.
تقول جون كوران، مؤرخة نادي الجريمة، إن مصممي الأعمال الفنية لغلاف كتبها قد خدموها جيدًا بشكل خاص، وهذا بلا شك أحد العوامل التي جعلت عملها قابلاً للتحصيل بشكل خاص. يمكن الآن تداول الطبعات الأولى في سترات الغبار الجذابة لتلك الفترة - في المناسبات النادرة عندما يتم طرحها في السوق - مقابل آلاف الجنيهات الاسترلينية.
كانت على قدم المساواة في المنزل مع البيئات الحضرية والريفية. تشمل كتبها الأولى جريمة قتل في سانت جون وود وجريمة قتل في تشيلسي، في حين أن كتابين آخرين تدور أحداثهما في لندن، وهما «الخفافيش في برج الجرس» و«القتل الغامض في زمن الحرب» بواسطة ماتش لايت.
مثل روزان ماناتون، شخصية في فيلمها Checkmate to Murder، كانت فنية وكان لديها اهتمام بالتزلج؛ تلعب الرياضة الشتوية دورًا رئيسيًا في روايتها كارول كارناك «الزلاجات المتقاطعة»، التي نشرتها أيضًا المكتبة البريطانية. في نوفمبر 1940، بعد أن تم إجلاؤها إلى ديفون، كتبت إلى صديق عن أهوال العيش في الحرب. وفي إشارة إلى وفاة أحد أقدم أصدقائها، الذي قُتل أثناء مكافحة الحرائق، قالت: «لقد تعرض معظم أصدقائي الآخرين للقصف أو حرق منازلهم. يا له من جنون مقزز في كل هذا.»